# Птичь (Гомельская область)
Птичь (бел. Пціч) — агрогородок в Петриковском районе Гомельской области Республики Беларусь. Административный центр Птичского сельсовета.

## География
В 26 км на северо-восток от Петрикова, 161 км от Гомеля. На реке Птичь (приток реки Припять). Железнодорожная станция на линии Лунинец — Калинковичи.
На юге, востоке и западе граничит с лесом.

## Транспортная сеть
Транспортные связи по просёлочной, затем автомобильной дороге Лунинец — Гомель. Планировка состоит из двух разделённых железной дорогой частей: северной ("местечко", 2 почти прямолинейные улицы меридиональной ориентации, к которым с запада присоединяются короткие улицы) и южной ("вокзальная", прямолинейная улица близкой к широтной ориентации, к которой с юга присоединяются 4 короткие улицы). Застройка двусторонняя, преимущественно деревянная усадебного типа. В 1991-92 годах построены кирпичные дома на 144 квартиры, в которых разместились переселенцы из загрязнённых радиацией мест после катастрофы на Чернобыльской АЭС.

## История
По письменным источникам известна с начала XVI века как селение в Речицком повете Минского воеводства Великого княжества Литовского. Под 1507 год обозначена как центр Птичской волости. В письме от 1540 года подданный Птичской волости просит об освобождении его от налогов, наложенных покойным помещиком Гольшнтальтом. Под 1567 год обозначена в переписи ВКЛ.
После 2-го раздела Речи Посполитой (1793 год) в составе Российской империи. С вводом в эксплуатацию 15 февраля 1886 года железной дороги Лунинец — Гомель начала работу железнодорожная станция, на которой в начале XX века ежегодно грузилась до 700 тыс. пудов лесных и зерновых грузов. Согласно переписи 1897 года действовали постоялый двор, трактир. На станции работала лесопилка Берманов (21 рабочий). В 1908 году в Копаткевичской волости Мозырского уезда Минской губернии. Имелось почтовое отделение. В результате пожара 19 мая 1909 года сгорело 12 домов и 15 хозяйственных построек.
В июне 1917 года произошла забастовка на лесопильно-фанерном заводе Бермана. Рабочие требовали 40-процентного увеличения зарплаты, создания больничной кассы, выплаты денег за время забастовки. Хозяева завода вынуждены были пойти на удовлетворение этих требований.
В 1920 году начала работу школа на железнодорожной станции, а в 1922 года и в посёлке.
С 20 августа 1924 года центр Птичского сельсовета Копаткевичского, с 8 июля 1931 года Петриковского, с 12 февраля 1935 года Копаткевичского, с 25 декабря 1962 года Петриковского районов Мозырского (до 26 июля 1930 года и с 21 июня 1935 года по 20 февраля 1938 года) округа, с 20 февраля 1938 года Полесской, с 8 января 1954 года Гомельской областей.
В 1931 году организован колхоз, работали смоловарня и деревообрабатывающая мастерская. С 15 июля 1935 года по 27 сентября 1938 года рабочий посёлок. Во время Великой Отечественной войны партизаны 3 ноября 1942 года взорвали железнодорожный мост через реку Птичь и остановили движение на участке Житковичи — Калинковичи на 18 суток. Осенью 1942 года оккупанты убили 68 жителей из деревень Птичь и Багримовичи (похоронены в братской могиле на кладбище). 78 жителей погибли на фронте. Согласно переписи 1959 года центр колхоза «40 лет Октября». Расположены цех Калинковичского комбикормового завода, швейная мастерская, лесничество, средняя школа (в 1985 году, под руководством директора школы А. Л. Поляка, было построено новое здание), клуб, библиотека, детский сад, амбулатория, отделение связи, столовая, 6 магазинов.

## Население
- 1897 год — 54 жителя (согласно переписи).
- 1908 год — 70 дворов, 135 жителей.
- 1917 год — 663 жителя.
- 1921 год — 100 дворов.
- 1940 год — 260 дворов, 1010 жителей.
- 1959 год — 937 жителей (согласно переписи).
- 2004 год — 370 хозяйств, 1040 жителей.

## Культура
- Дом культуры

## Достопримечательность
- Воинское захоронение

## Известные уроженцы
- Бордо-Ривкин Минни (1897—1975) — еврейская поэтесса[1]
- Н. Я. Герасименко — один из организаторов и руководителей Минского подполья во время Великой Отечественной войны. Его именем названа одна из улиц города Минска.
- М. И. Дегтярь — белорусский писатель.
- Зарецкий Алтер Исаакович (1912—1992) — один из руководителей Уральского автомобильного завода[2]
- К. Ф. Пущин — командир 121-й партизанской бригады имени А. Ф. Брагина.
- Шульман Зиновий Пинхусович (1924—2007) — советский учёный. Доктор технических наук.
- Бискин Моисей Борисович (1918 – 2000) – учитель, директор школ в Мозыре Гомельской области.
- Лепешко, Надежда Михайловна — белорусская гребчиха-байдарочница. Двукратный бронзовый призёр летних Олимпийских игр в байдарке-четвёрке, чемпионка мира и Европы, многократная победительница национальных первенств. Заслуженный мастер спорта Республики Беларусь.